# Temperatura de Curie
En física i en ciència de materials, la temperatura de Curie o punt de Curie (TC) és una propietat característica dels materials ferromagnètics i piezoelèctrics. Rep el seu nom en honor de Pierre Curie.
És la temperatura per sobre la qual un material ferromagnètic perd les seves propietats i es converteix en paramagnètic i un material piezoelèctric perd la seva polarització elèctrica espontània.

## Temperatura de Curie en materials ferromagnètics
En el cas dels materials ferromagnètics la temperatura de Curie és aquella temperatura per sobre de la qual perden les seves característiques magnètiques. A temperatures per sota d'aquest punt el moment magnètic és parcialment alineat amb els dominis magnètics. Quan la temperatura s'incrementa i s'apropa a la temperatura de Curie, l'alineació (la magnetització) a cada domini disminueix. Per sobre de la temperatura de Curie el material perd les seves propietats i esdevé paramagnètic, ja no hi ha dominis magnetitzats o moments alineats.
A temperatures per sobre del punt de Curie, l'aplicació d'un camp magnètic té efectes paramagnètics sobre la magnetització, però la combinació del paramagnetisme amb el ferromagnetisme porta a la magnetització seguint una corba d'histèresi amb la força del camp aplicat. La destrucció de la magnetització a la temperatura de Curie és un canvi d'estat de segon ordre i un punt crític on la susceptibilitat magnètica és teòricament infinita.
Una aplicació d'aquest efecte són els sistemes magnetoòptics d'emmagatzemament, on és utilitzat per tal d'esborrar i escriure noves dades. Un exemple conegut és el minidisc de Sony o l'antic format CD-MO. Altres utilitzacions inclouen el control de temperatura, com als soldadors elèctrics.

## Temperatura de Curie als materials piezoelèctrics
De manera anàloga als material ferromagnètics, la temperatura de Curie també s'utilitza amb els materials piezoelèctrics per a descriure la temperatura per sobre de la qual perden la seva polarització elèctrica espontània i les seves característiques piezoelèctriques. Al titanat-zirconat de plom (PZT), el material és tetragonal per sota de Tc i les cel·les elementals contenen un catió central desplaçat i, per tant, un moment dipolar. Per sobre de Tc, el material és cúbic i el catió central ja no éstà desplaçat respecte del centre de la cel·la elemental. A partir d'aquí ja no hi ha moment dipolar elèctric ni polarització espontània.